# Linslerhof

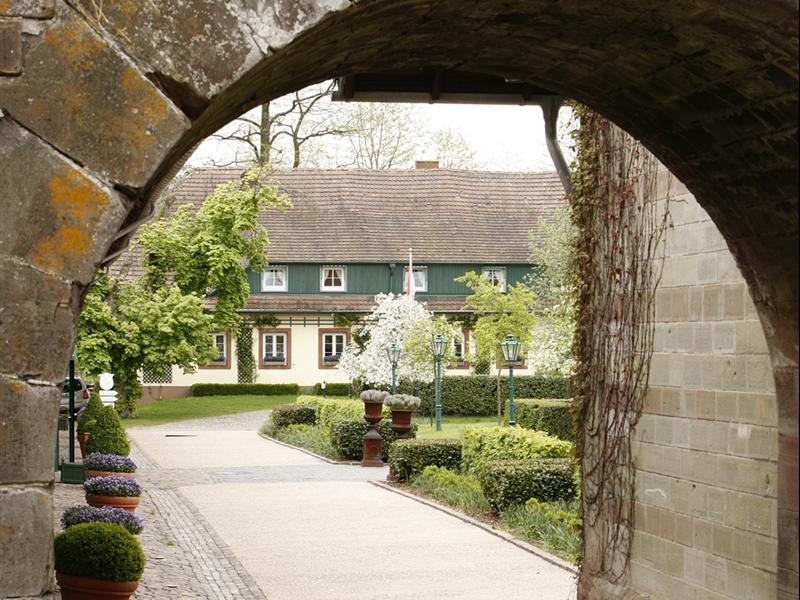
Linslerhof Überherrn (Einfahrt)

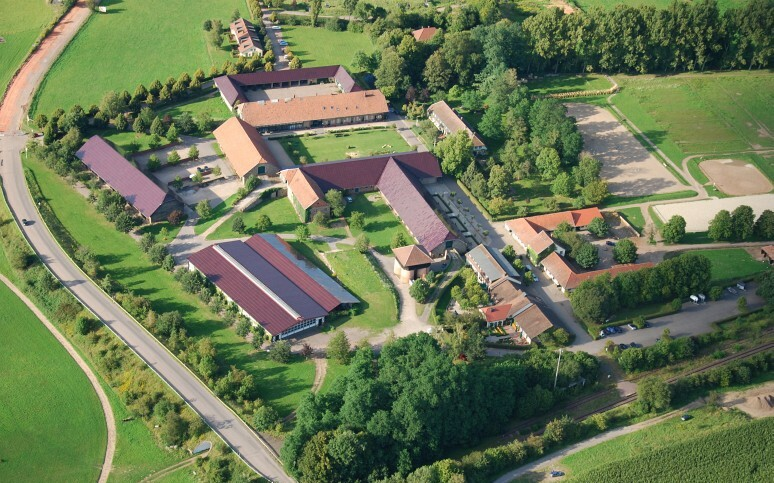
Linslerhof (Luftaufnahme)

Der Linslerhof bei Überherrn im saarländischen Landkreis Saarlouis ist ein historischer Gutshof. Das Ensemble der Hofgebäude zählt zu den Baudenkmälern der Gemeinde Überherrn. Heute beherbergt der Linslerhof ein 4-Sterne Hotel, 3 Tagungsräume, 2 Festsäle für Events, das Restaurant „Linslerstube“ mit idyllischem Biergarten, eine weitläufige Gartenanlage, eine Reitsportanlage und eine Jagdschule mit eigenem, unterirdischem Schießstand.

## Geschichte
In den beiden Bestätigungsurkunden der Augustinerpropstei und späteren Abtei Fraulautern durch den Trierer Erzbischof Hillin (Urkunde von 1154) und durch Papst Hadrian IV.  (Urkunde vom 23. Januar 1155) wird der Augustinerpropstei Fraulautern ein Allod zu Lendesele bzw. zu Lindenselle bestätigt, das Herr Wirich und seine Mutter Jutta zuvor geschenkt hatten. Ein Schöffenweistum von 1422 nennt den Hof Lindesell im Warndtbezirk und Hochgericht Völklingen als der Abtei Fraulautern zugehörig. Der Name wurde in der Folgezeit zu Linsel verschliffen und neuzeitlich zu Lins(e)lerhof erweitert. Der Name stellt sich im Grundwort zu einer Reihe weiterer Namen auf -sel.
Der Name „Leseln“ oder „Leslerhof“ wird heute noch von der örtlichen Bevölkerung für den Linslerhof verwendet. Die Nonnen der Abtei waren stets verpflichtet, drei Messen in der Kapelle beim Linslerhof lesen zu lassen. Daraus entwickelten sich Wallfahrten und Markttage. Der Tag am Samstag nach Pfingsten, der als „Leslertag“ bekannt wurde, wird heute noch gefeiert.
Der Ursprung der Antonius-Kapelle auf dem Hofgelände liegt im Dunkeln. Sie wird schon 1153 als alte Wallfahrtskapelle beschrieben. Im Dreißigjährigen Krieg wurde sie zerstört, 1682 wieder aufgebaut. Sie wurde 1995 grundlegend renoviert. Der Altar, die Inneneinrichtung sowie die Dachkonstruktion werden Josef und Andreas Guldner aus Bisten zugeschrieben.
Während der Französischen Revolution wurde das Kloster Fraulautern 1789 aufgelöst und der Linslerhof 1791 versteigert. In einer weiteren Versteigerung 1824 erwarb Louis Henri Fulbert de Galhau das Gut. Sein Sohn Nicolas Adolphe de Galhau erweiterte 1874 das Anwesen um mehrere Sandsteingebäude. Mit dem Bau der Eisenbahn 1880 erhielt der Linslerhof eine eigene Bahnstation. 1891 wurde die Straße von Überherrn nach Differten gebaut und der Weg zum Linslerhof beidseitig mit Obstbäumen bepflanzt. Heute ist der Linslerhof im Besitz von Wendelin von Boch-Galhau, der auf dem Hof aufgewachsen ist. In den 1990er Jahren renovierte er zusammen mit seiner Frau Brigitte den Linslerhof.
Anfang der 90er-Jahre wurden die Kuhställe in Boxen für Pensionspferde umgewandelt. 1994 wurde auf dem Hof eine Jagdschule und eine unterirdische Schießanlage eröffnet – damals eine der modernsten in Europa. Mit der Jagd wurde eine Tradition aufgegriffen, die, so wird erzählt, schon Kaiser Barbarossa vor 800 Jahren in das wild- und fischreiche Bisttal geführt hatte. Zeitgleich mit der Jagdschule wurden im ehemaligen Gutshof die ersten Zimmer im englischen Landhausstil eingerichtet.
Es wurde eine idyllische Umgebung geschaffen, in der sich die Gäste erholen, entspannen oder ein romantisches Wochenende zu zweit verbringen können. Mittlerweile stellt das Hotel Linslerhof seinen Gästen 60 gemütliche Zimmer, einen wunderschönen Hotelgarten und drei klimatisierte Seminarräume zur Verfügung. Der Jagdschule auf dem Hof gehören weitere fünf Seminarräume an.
Der ehemalige Pferdestall wurde im Oktober 1995 zum gemütlichen Restaurant Linslerstube umgebaut. Der stilvolle Festsaal St. Hubertus (80–120 Personen) mit seinem herrlichen Rosengarten oder der Biergarten unter den Kastanien runden das gastronomische Angebot ab.
Die landwirtschaftliche Tradition konnte auf dem Linslerhof dank des erfolgreichen und touristischen Konzepts weitergeführt werden. 50 Pferde weiden auf dem Linslerhof, der sich heute über eine Gesamtfläche von 250 Hektar erstreckt.